# Jaromír Fiala
Jaromír Fiala (30. prosince 1892 Postoloprty – 15. května 1967 Praha) byl český hudební pedagog, skladatel, muzikolog a překladatel.

## Život
Fiala pocházel z havířské rodiny. Podle matričního záznamu o narození byla jeho otec důlní technik ve schwarzenberských dolech. Do Postoloprt přišel z Březových hor, odkud pocházela i jeho manželka. Rodina bydlela v v postoloprtském zámku, kde také Jaromír přišel na svět. 
V roce 1911 maturoval Jaromír na smíchovském gymnáziu. Pokračoval studiem latiny a francouzštiny na Karlově univerzitě. V roce 1913 byl na studijním pobytu ve Francii v Poitiers. Absolvoval v roce 1917. V tom roce se profesorem na střední škole v Domažlicích, kde zůstal dva roky. Zde se také stal sbormistrem pěveckého sboru Čerchovan.
V roce 1919 byl jmenován středoškolským profesorem v Praze. Vedle toho se intenzivně věnoval hudbě. Studoval na Pražské konzervatoři hru na klavír u Albína Šímy, skladbu u Otakara Šína a zpěv u Antonína Heřmana. V roce 1922 vykonal nejen státní zkoušky ze zpěvu, ale získal i doktorát filosofie na Karlově univerzitě. Dál učil na středních školách, ale byl i učitelem francouzské výslovnosti na konzervatoři a lektorem francouzského jazyka na Univerzitě (1932–1950).
Po skončení 2. světové války se stal inspektorem středních škol pro filologii a hudební výchovu. Až do odchodu do důchodu v roce 1953 byl školským referentem Krajského národního výboru v Praze.

## Dílo
Dílo Jaromíra Fialy zahrnuje široké oblasti, hudby, hudební vědy i filologie. Spolupracoval se skladatelem Jindřichem Jindřichem při sběru lidových písní. Sestavil řadu bibliografií našich předních skladatelů a věnoval se popularizaci vážné hudby, jak přednáškovou činností, tak svými publikacemi, rozhlasovými pořady a předmluvami pro Státní nakladatelství hudby a umění. Připravil mnoho metodických příruček pro výuku hudby a zpěvu. Překládal z francouzštiny libreta oper a oratorií předních světových skladatelů (Maurice Ravel, Erik Satie, Darius Milhaud). Do češtiny převedl texty více než 300 písní. Články o české hudbě přispíval i do francouzských novin a časopisů. Zasloužil se i o znovuuvedení skladeb starých českých mistrů, založil a redigoval edici Staří mistři. Jako skladatel vycházel z díla Josefa Bohuslava Foerstra. Těžiště jeho skladatelské tvorby tvořily písně a sbory. Jeho instrumentální skladby však neměly velký úspěch, to platí i pro skladby sborové. V roce 1962 obdržel vyznamenání Za vynikající práci.
Následující soupis je zpracovaný na základě Fialova hesla v Československém hudebním slovníku:

### Literární dílo

#### Ediční činnost
- Zpěvní skladby z nákladu Pěvecké obce české (1929)
- Dílo Josefa Bohuslava Foerstra (1929)
- Skladby Vítězslava Nováka (1932)
- Skladby Josefa Suka (1933)
- Skladby Otakara Zicha (1934)
- Skladby Karla Boleslava Jiráka (1941)
- Skladby Karla Hoffmeistra (zůstalo v rukopise)
- 21 francouzských písní (1921)
- Jindřichův chodský zpěvník (1926)
- Trifolium. Latinské studentské písně (1937)
- Edice Staří mistři
- Edice Deset písní s kytarou
- Česká beseda (nápěvy, slova a popis tanců, 1939)
- Pavel Vranický: Tři hádanky ve formě kanonické (rekonstrukce vokální skladby)
- Zpíváme s rozhlasem (1950)

#### Hudební historie
- Francouzská dnešní píseň (1923)
- Smetanovy sbory v operách (1923)
- Josef Leopold Zvonař (1924)
- Zdeněk Fibich (1925)
- Janáčkovy sbory (1923–1924)
- Jindřich Jindřich
- K dějinám obrozenské písně (1925)
- Průvodce sborovou a písňovou literaturou Hudební matice (1926)
- Dvořákovy Biblické písně (1929)
- O Pařížské šestce (1932)
- Vincent d'Indy (1932)
- Ještě několik slov k úpravě státní hymny (1936)
- Smetanova Česká píseň (1941)
- České zpěvácké spolky 1850–1950 (1958)

#### Pedagogická literatura
- Povinný zpěv na středních školách (1921)
- Radio a hudební výchova (1926)
- Lidová výchova hudební (1928)
- Proč zpívat a hrát (1933)

### Hudební dílo

#### Dětské sbory
- Čtvero ročních dob (1933)
- Deset rušných písniček (1935)
- Mladému světu (1948)
- Pionýrské písně (1950)

#### Ženské sbory
- Dva sbory (1933)
- Mladý svět (1931)

#### Mužské sbory
- Tři sokolské pochodové písně (1930)
- Ztracen? (na slova Jaroslava Vrchlického)
- Od srdce k srdci (1942)
- Havíři (1943)

### Smíšené sbory
- Vánoční (1920)
- Tři slavnostní sbory (1931)
- Slovanská lípa (na slova Josefa VáclavaSládka, 1931)
- Na horách (1939)
- Srdcem k vlasti (1946)